# دینو منگین
دینو منگین (انگلیسی: Dino Meneghin؛ زادهٔ ۱۸ ژانویهٔ ۱۹۵۰) بازیکن بسکتبال اهل ایتالیا است.
وی همچنین برندهٔ جوایزی همچون تالار مشاهیر بسکتبال شده‌است.
از باشگاه‌هایی که در آن بازی کرده‌است می‌توان به المپیا میلان اشاره کرد.
وی در مسابقات کشوری و بین‌المللی در مجموع برندهٔ ۱ مدال طلا، ۱ مدال نقره، ۴ مدال برنز شده‌است.